# Château de la Bouleaunière
Le château de la Bouleaunière, ou simplement La Bouleaunière, est un bâtiment situé à Grez-sur-Loing, en France. Il a été un lieu de séjour pour Honoré de Balzac.

## Situation et accès
L’édifice est situé de maniére isolée au sud du hameau de Hulay, lui-même au sud du village de Grez-sur-Loing, avec un accès depuis la route départementale 607. Plus largement, il se trouve dans le département de Seine-et-Marne, en région Île-de-France.

## Histoire
Le domaine, propriété du dénommé de Berny, est habitée vers 1840 par l'écrivain Honoré de Balzac, son ami : c'est en ces lieux qu'il écrit Ursule Mirouët, donc des actions se passent dans la ville voisine de Nemours.